# La donna con la borsetta
La donna con la borsetta (in svedese: Kvinnan med handväskan) è una fotografia scattata da Hans Runesson nella cittadina di Växjö, in Svezia, il 13 aprile 1985. Nella fotografia è ritratta una donna mentre colpisce con la propria borsetta un neonazista che partecipava a una manifestazione dimostrativa del Partito del Reich Nordico (in svedese: Nordiska rikspartiet, NRP), partito politico neonazista fondato in Svezia nel 1956. Scattata, come detto, il 13 aprile, la fotografia fu pubblicata il giorno seguente sul quotidiano svedese Dagens Nyheter e il giorno dopo ancora su diverse testate britanniche. La fotografia ebbe una grande eco a livello mondiale e fu selezionata come "fotografia svedese dell'anno" nel 1985 e più tardi come "fotografia del secolo" dalla rivista Vi e dalla Società Storica Fotografica Svedese.

## I protagonisti
La donna protagonista della fotografia è Danuta Danielsson (1947-1988). Non si sa molto della sua vita, poiché, già sofferente di ansie e depressione, la donna, dopo il clamore suscitato dalla fotografia, non ha mai voluto parlare con i giornalisti. Quello che si sa, comunque, è che era di famiglia ebreo-polacca, emigrata in Svezia dopo il matrimonio, e che sua madre era stata internata nel campo di concentramento di Majdanek, dal quale era uscita viva. L'uomo a cui era indirizzato il colpo con la borsetta è Seppo Seluska, giovane neonazista svedese che qualche anno dopo sarà condannato per aver torturato e ucciso un ebreo omosessuale. Non fu quello l'unico moto di protesta contro la manifestazione del NRP di quel giorno: infatti, dopo il gesto della donna, la folla di astanti iniziò a lanciare uova e insulti all'indirizzo dei manifestanti, che presto si dispersero.
Forse perché incapace di reggere al clamore scatenato dal suo gesto e di confrontarsi con la stampa che chiedeva a gran voce di conoscere la sua storia, la Danielsson, che, come già detto, aveva una condizione emotiva piuttosto fragile, si uccise pochi anni dopo, nel 1988, gettandosi da una finestra dopo un lungo periodo di cura.

## Retaggio culturale
Nel 2014, la scultrice svedese Susanna Arwin ha realizzato una statua in miniatura di Danuta Danielsson, basandosi proprio su quella fotografia. Sempre nello stesso anno è nata un'iniziativa per l'erezione di una statua bronzea nella città di Växjö che ne ricordasse il gesto, progetto che è stato però bloccato da parte di esponenti locali del Partito di Centro (in svedese: Centerpartiet), secondo i quali una simile statua avrebbe promosso e giustificato un gesto violento. Secondo quanto sostenuto da un consigliere comunale della città, inoltre, la stessa Danielsson si sarebbe dispiaciuta nel vedersi ricordata in quel modo. A tutt'oggi molte sono però le richieste, in tutta la Svezia, perché il gesto di protesta della Danielsson sia ricordato con una statua: per questo non è raro trovare, soprattutto in giro per Växjö una borsetta appesa alle varie statue della città.